# Marché en fer
Le marché en fer ou marché de fer (appelé aussi marché Hyppolite ou  marché Vallières) est le plus connu des marchés publics de Port-au-Prince, la capitale d'Haïti, et l'un des plus emblématiques monuments de la ville.

## Histoire

### Premier marché
Il fut construit dans les années 1890 à l'initiative du président Florvil Hyppolite, qui acheta cette construction métallique fabriquée à Paris, qui était initialement destinée à équiper une gare ferroviaire au Caire, en Égypte, mais dont le projet ne se réalisa pas.
Le marché se présente sous la forme de deux halles en fer d'à peine 2 000 m2 de superficie chacune reliée entre elles par un porche métallique au sommet du fronton duquel se trouve une horloge. La partie centrale de ce porche étant elle-même encadrée de quatre tours, également en fer, surmontées de dômes. L'ensemble des bâtiments est peint en rouge et vert.
Plusieurs fois incendié, il était à l'abandon depuis son dernier sinistre en 2008, lorsqu'il fut totalement détruit par le séisme du 12 janvier 2010. 

### Reconstruction
Ce site déclaré « patrimoine historique » par l'Institut de sauvegarde du patrimoine national, sera alors reconstruit à l'identique en à peine un an, avec le concours financier de l'homme d'affaires irlandais Denis O'Brien, propriétaire de la compagnie de téléphonie mobile Digicel, qui investira personnellement 12 millions de dollars pour financer les travaux.
Pour mener à bien le projet, on fit appel au même fabricant français qui avait fourni les tuiles qui recouvraient le toit de la tour de l’horloge au moment de la construction de l'édifice d'origine, et on récupéra des briques collectées dans les décombres de la ville. On installa néanmoins sur le toit 533 panneaux solaires destinés à fournir de l'électricité au marché, lequel devait abriter 900 commerçants spécialisés dans la vente de produits d’artisanat, de fruits et légumes et de produits de beauté.
Le 13 janvier 2011, le nouveau marché reconstruit est inauguré officiellement.

### Incendie 2018
Un incendie ravage la section alimentaire dans la nuit du 12 au 13 février 2018. 